# Bonnay-Saint-Ythaire
Bonnay-Saint-Ythaire is een plaats en voormalige gemeente in het Franse departement Saône-et-Loire in de regio Bourgogne-Franche-Comté. De gemeente maakt deel uit van het arrondissement Mâcon.

## Geschiedenis
De gemeente werd op 1 januari 2023 gevormd door de samenvoeging van Bonnay met Saint-Ythaire tot een gemeente, die de status kreeg van commune nouvelle.

## Geografie
De oppervlakte van Bonnay-Saint-Ythaire bedraagt 21,29 km², de bevolkingsdichtheid is 21 inwoners per km².

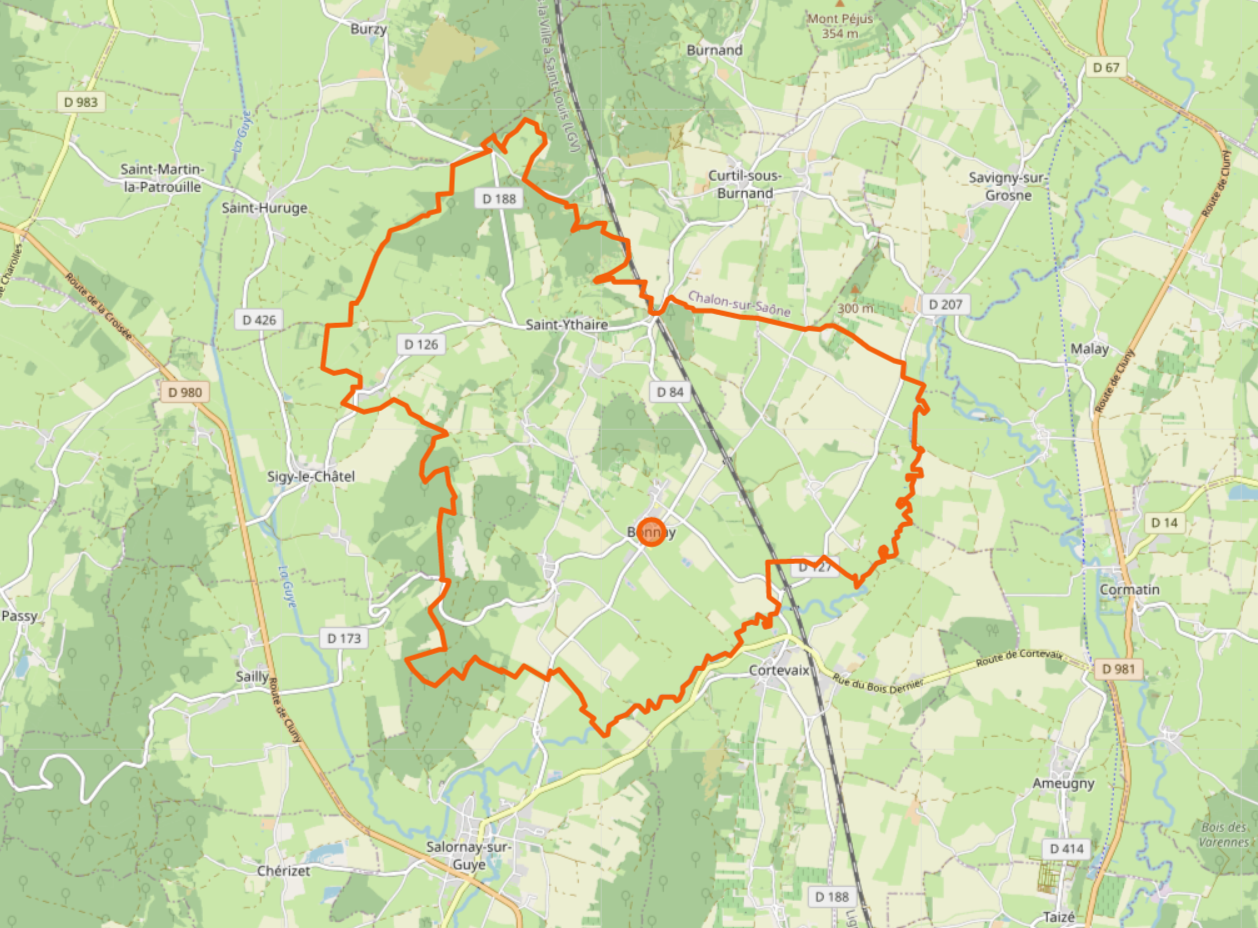
De kaart van de fusiegemeente